# Făghieni, Bacău
Făghieni este un sat în comuna Izvoru Berheciului din județul Bacău, Moldova, România.